# Suttungr (mythologie)
Pour les articles homonymes, voir Suttungr.

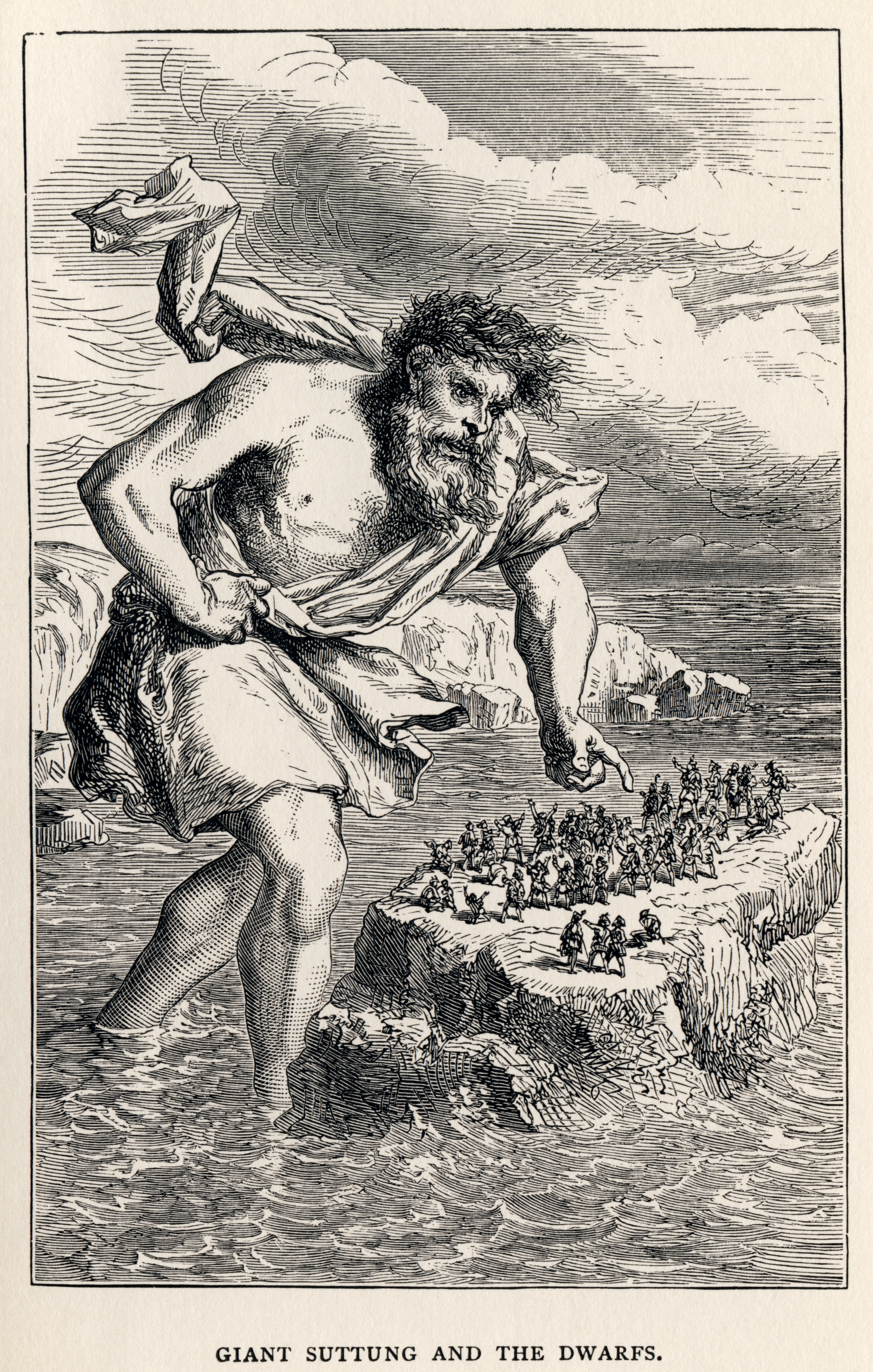
Le géant Suttung et les nains par Louis Huard (1813-1874).

Suttungr ou Suttung était un Jötunn (terme vieux norrois signifiant géant) dans la mythologie nordique.

## Suttungr dans la mythologie

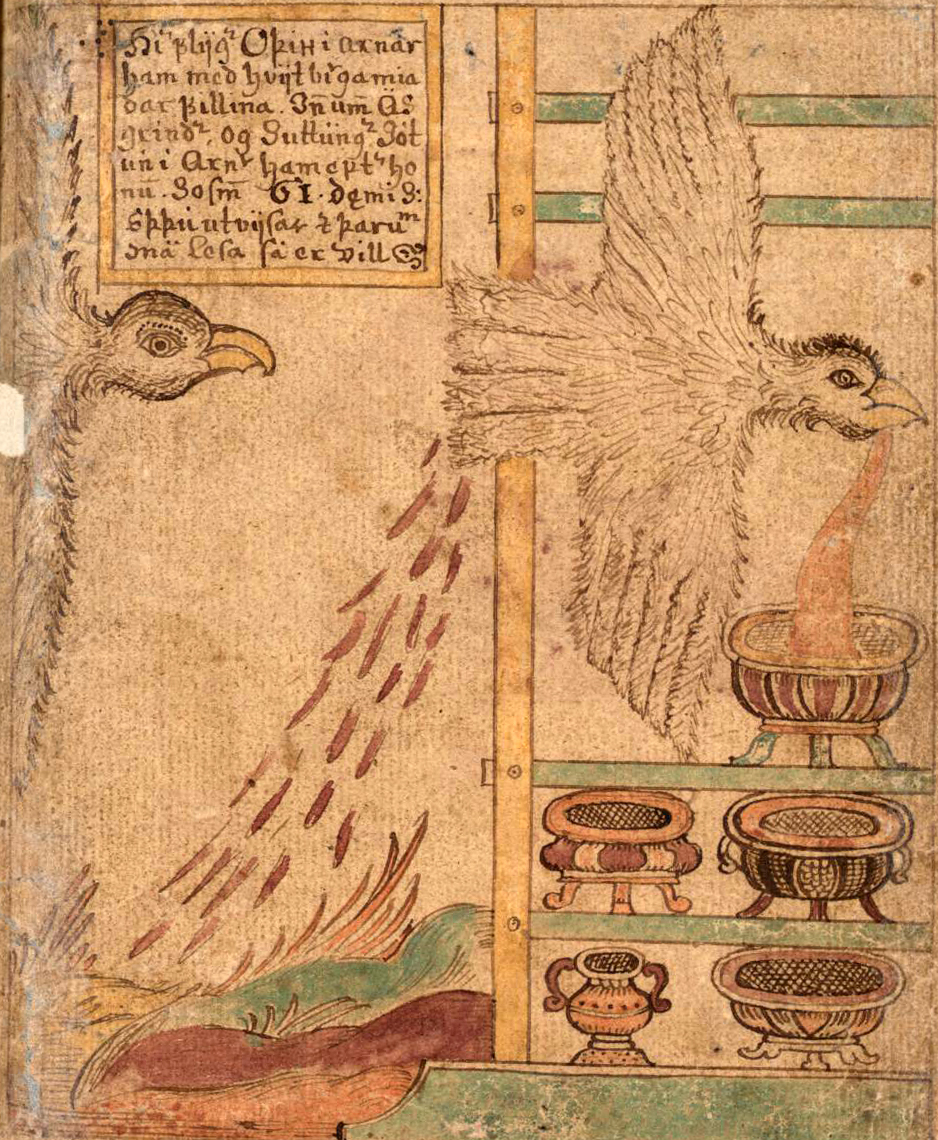
Illustration d'Odin, sous la forme d'un aigle, volant l'hydromel de poésie à Suttungr, extraite d'un manuscrit islandais du XVIIIe siècle.

Suttungr est le fils de Gilling qui, bien qu'étant une créature humanoïde personnifiant les forces de la nature, fut tué au moyen de l'hydromel poétique ainsi que sa femme par les nains Fjalar et Galar, deux frères qui apparaissent dans les récits de Skáldskaparmál.
Suttungr était à la recherche de ceux qui avaient tué son père Gilling ainsi que sa mère et menaça les nains. Ces derniers lui proposèrent d'épargner leur vie et de lui offrir en échange l'hydromel magique. Suttungr et sa fille Gunnlöð prirent le breuvage et le cachèrent au sein d'une montagne.
Odin désirait obtenir l'hydromel. Il travailla pour l'agriculteur Baugi, frère de Suttungr, durant tout un été, puis demanda une petite gorgée de l'hydromel. Baugi perça la montagne et Odin se changea en serpent et se glissa à l'intérieur du massif montagneux. À l'intérieur, Gunnlöð était de garde, mais il la persuada de lui donner trois gorgées, en échange de trois nuits d'amour. Odin en profita pour boire tout l'hydromel, et se transforma en aigle. Suttungr le chassa également sous la forme d'un aigle jusqu'à Ásgard. Alors Odin recracha l'hydromel dans des bols mais une petite partie s'échappa. Cet hydromel perdu est la part des mauvais poètes, alors que l'hydromel récupéré est celle des Ases et des bons poètes.